# Dolichos
Dolichos är ett släkte av ärtväxter. Dolichos ingår i familjen ärtväxter.

## Dottertaxa tillDolichos, i alfabetisk ordning[1]
- Dolichos aciphyllus
- Dolichos angustifolius
- Dolichos angustissimus
- Dolichos antunesii
- Dolichos argyros
- Dolichos axilliflorus
- Dolichos bellus
- Dolichos bianoensis
- Dolichos capensis
- Dolichos cardiophyllus
- Dolichos complanatus
- Dolichos compressus
- Dolichos corymbosus
- Dolichos decumbens
- Dolichos dinklagei
- Dolichos dongaluta
- Dolichos elatus
- Dolichos falciformis
- Dolichos fangitsa
- Dolichos filifoliolus
- Dolichos fragrans
- Dolichos glabratus
- Dolichos glabrescens
- Dolichos grandistipulatus
- Dolichos gululu
- Dolichos hastiformis
- Dolichos homblei
- Dolichos ichthyophone
- Dolichos junghuhnianus
- Dolichos karaviaensis
- Dolichos katali
- Dolichos kilimandscharicus
- Dolichos linearifolius
- Dolichos linearis
- Dolichos longipes
- Dolichos lualabensis
- Dolichos luticola
- Dolichos magnificus
- Dolichos mendoncae
- Dolichos minutiflorus
- Dolichos nimbaensis
- Dolichos oliveri
- Dolichos peglerae
- Dolichos petiolatus
- Dolichos pratensis
- Dolichos pseudocajanus
- Dolichos pseudocomplanatus
- Dolichos quarrei
- Dolichos reptans
- Dolichos rhombifolius
- Dolichos schweinfurthii
- Dolichos sericeus
- Dolichos sericophyllus
- Dolichos serpens
- Dolichos simplicifolius
- Dolichos smilacinus
- Dolichos splendens
- Dolichos staintonii
- Dolichos subcapitatus
- Dolichos tenuicaulis
- Dolichos thorelii
- Dolichos tonkouiensis
- Dolichos trilobus
- Dolichos trinervatus
- Dolichos ungoniensis
- Dolichos xiphophyllus
- Dolichos zovuanyi